# Mohamed Abou Gabal
Mohamed Abou Gabal (en árabe: محمد قطب أبو جبل علي‎; Asiut, Egipto, 29 de enero de 1989) es un futbolista de Egipto que juega en la posición de guardameta con el NBE de la Primera División de Egipto.

## Carrera

### Club
| Periodo   | Club       |
| --------- | ---------- |
| 2010-2013 | ENPPI Club |
| 2013–2016 | Zamalek SC |
| 2016–2019 | Smouha SC  |
| 2019–2022 | Zamalek SC |
| 2022–     | NBE        |

### Selección nacional
A nivel de selecciones menores jugó en cuatro ocasiones con la selección juvenil en 2009. El 3 de septiembre de 2011 Gabaski debuta con Egipto en la derrota por 1-2 ante Sierra Leona por la clasificación para la Copa Africana de Naciones de 2012. Fue hasta 10 años después, el 30 de septiembre de 2021 que vuelve a jugar con la selección nacional entrando de cambio al minuto 68 en una victoria por 2–0 sobre Liberia. 

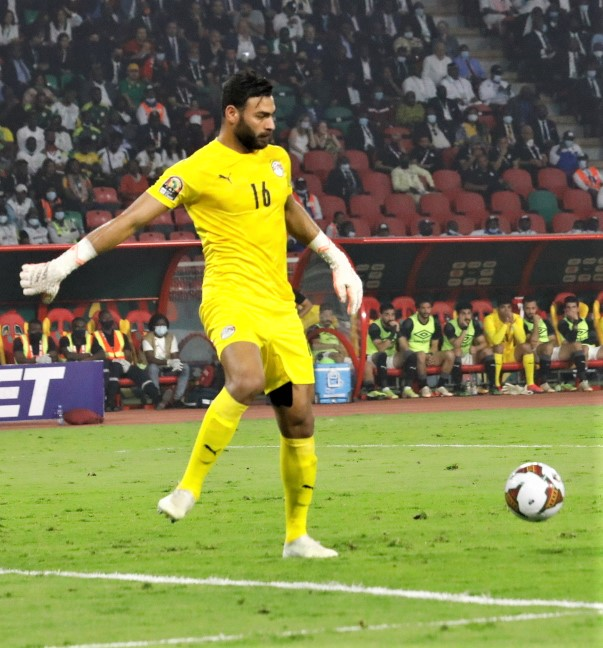
Gabaski con en la Copa Africana de Naciones 2021.

Gabaski fue convocado para jugar en la Copa Africana de Naciones 2021 (held in 2022). Entró de cambio en el partido de segunda ronda ante Costa de Marfil donde le paró un penal a Eric Bailly para avanzar de ronda. Gabaski fue titular en el partido de cuartos de final ante Marruecos donde salió de cambio en el tiempo extra por una lesión. Sería titular en el empate 0-0 en la semifinal ante Camerún, donde Gabaski detuvo dos penales en el desempate para avanzar hasta la final. Gabaski le detuvo un penal a Sadio Mané en la final para el empate 0-0, donde también le paró un penal en el desempate a Bouna Sarr, pero sus compañeros Mohamed Abdelmonem y Mohanad Lasheen fallaron sus penales y perdieron 2-4. Fue elegido como el mejor jugador de la final.
El 30 de diciembre de 2023 Gabaski fue convocado para la Copa Africana de Naciones 2023 en Costa de Marfil. En la segunda ronda ante República Democrática del Congo falló el penal en el desempate que terminó 7-8 luego de que en el tiempo regular terminó 1–1.

## Logros

### Club
- Egyptian Premier League: 2014–15, 2020–21, 2021-22
- Egypt Cup: 2010-11, 2014, 2015, 2018–19, 2021
- Egyptian Super Cup: 2019–20
- CAF Super Cup: 2020

### Individual
- Mejor jugador de la final de la Copa Africana de Naciones 2021.